# شاشة إروين
تستخدم شاشة إروين في مجالات علم السموم وعلم الأمراض،لتحديد فيما إذا كان الموضوع يظهر آثارًا ضارة على مسار العلاج الصيدلاني أو التلوث البيئي. إنها منهجية مراقبة.

## تاريخ
استخدم الجراح صموئيل إروين الفئران للمرة الأولى استعمالاً منهجياً لدراسة الآثار الجانبية للأدوية على الجهاز العصبي المركزي بواسطة شاشة إروين في عام 1962 ثم مرة أخرى في عام 1968. أصبحت طريقته أصلاً في صناعة المستحضرات الصيدلانية منذ ذلك الحين، وهي كما يلي:
أصدرت الأكاديمية الوطنية للعلوم في عام 1975 ورقة موقف حول "مبادئ تقييم المواد الكيميائية في البيئة". أثرت هذه الورقة على الدوائر الحكومية والأكاديمية، واعتمدها على سبيل المثال الباحث بيتر بريمبلكومب في دراسته لمستويات الزرنيخ في الغلاف الجوي. تسببت المراجعة النقدية عام 1982 والتي أجراها ميتشل وتيلسون بوضع وكالة حماية البيئة الأمريكية مبادئ توجيهية للعديد من الاختبارات السلوكية بما في ذلك سلسلة اختبارات تستند إلى شاشة إروين، التي أسماها سيت ببطارية المراقبة الوظيفية في عام 1989. في عام 1998، نشرت بطارية المراقبة الوظيفية في أواخر التسعينيات كمبادئ توجيهية لاختبار سلسلة صحة الإنسان 870 التابعة لوكالة حماية البيئة، وفي التطبيق العملي فإن شاشة إروين وبطارية المراقبة تتداخلان وإلى حد ما قابلتان للتبديل.
ووئِمت البطاريات الأمريكية مع منظمة التعاون والتنمية في الميدان الاقتصادي من نفس الحقبة. أوصت إدارة الغذاء والدواء في كتابها الأحمر بإجراء اختبارات مماثلة على المواد الكيميائية الغذائية. بطاريات الاختبار السلوكي مطلوبة الآن للأدوية الجديدة من قبل مجموعة إس 7 إيه التابعة للمجلس الدولي لتنسيق المتطلبات الفنية للأدوية للاستخدام البشري.

## قابلية التبادل مع بطارية المراقبة الوظيفية
استخدمت شاشة إروين اعتباراً من عام 2010 في صناعة المستحضرات الصيدلانية بشكل حصري تقريباً مع فئران المختبر، في حين استخدمت بطارية المراقبة الوظيفية، أو بعض تعديلاتها، مع جرذان المعمل وبعض الأنواع من غير القوارض الأخرى، مثل الأرانب والكلاب وخنازير غينيا والرئيسيات غير البشرية.

## قائمة مرجعية للعينة
تتضمن عينة شاشة إروين ملاحظات السلوك العلنية والملاحظات اللا إرادية.

### السلوك العلني
- زيادة النشاط
- انخفاض النشاط
- استخدام مسكنات
- رعاش
- اختلاج
  - رمعي عضلي
  - توتري رمعي
- نمطية
- زيادة الاستقصاء
- انخفاض الاستقصاء
- رنح
- ضعف
- تخشب
- عتبة الألم (قرصة الذيل)
- فقدان منعكس الحق
- تلوي

### الملاحظات اللا إرادية
- قشعريرة
- إسهال
- جحوظ العين
- إفراز اللعاب
- تضيق الأوعية الدموية
- توسع الأوعية الدموية
- زرقة
- دموع
- تدلي الجفن
- تقبض الحدقة
- توسع الحدقة
- انخفاض درجة الحرارة